# رئیس کل دادگستری انگلستان و ولز
رئیس کل دادگستری انگلستان و ولز (به انگلیسی: Lord Chief Justice of England and Wales —برای مردان— یا انگلیسی: Lady Chief Justice of England and Wales —برای زنان—) سرپرست نظام دادگستری انگلستان و ولز و رئیس دادگاه‌های انگلستان و ولز است.
تا سال ۲۰۰۵، رئیس کل دادگستری انگلستان و ولز دومین قاضی ارشد دادگاه‌های انگلستان و ولز بود که از لرد اعظم، که معمولاً در بالاترین درجهٔ دادگاه‌ها حضور داشت، پیشی گرفت. مصوبه اصلاح قانون اساسی ۲۰۰۵ نقش قضات را تغییر داد و موقعیت رئیس دیوان عالی بریتانیا را ایجاد کرد و وظایف رئیس کل دادگستری و لرد اعظم را تغییر داد. رئیس کل دادگستری معمولاً رئیس بخش کیفری دادگاه تجدیدنظر و سرپرست دادگستری کیفری است، یعنی فرآیندهای فنی آن را در حوزه‌های حقوقی انجام می‌دهد، اما طبق مصوبه ۲۰۰۵ می‌تواند قضات دیگری را به این سمت‌ها منصوب کند. لرد اعظم به یک مقام صرفاً اجرایی بدون نقش قضایی تبدیل شد.
معادل این سمت در اسکاتلند رئیس دادگاه جلسات است. معادل در ایرلند شمالی، رئیس کل دادگستری ایرلند شمالی است که جانشین محلی رئیس کل دادگستری ایرلند در دورهٔ پیش از تقسیم است.
سو کار، بارونس کار ولتن-آن-د-هیل، از اکتبر ۲۰۲۳ این سمت را برعهده دارد. او نخستین زن نگهدارهٔ این سمت است.